# Ferromagnetismo
| Material | Temp. Curie (K) |
| -------- | --------------- |
| Fe       | 1123            |
| Co       | 1388            |
| Ni       | 627             |
| Gd       | 292             |
| Dy       | 88              |
| MnAs     | 318             |
| MnBi     | 630             |
| MnSb     | 587             |
| CrO2     | 386             |
| MnOFe2O3 | 573             |
| Fe3O4    | 858             |
| NiO2Fe3  | 858             |
| CuOFe2O3 | 728             |
| MgO2Fe3  | 713             |
| EuO      | 69              |
| Y3Fe5O12 | 560             |

El ferromagnetismo es un fenómeno físico en el que se produce ordenamiento magnético de todos los momentos magnéticos de una muestra, en la misma dirección y sentido. Un material ferromagnético es aquel que puede presentar ferromagnetismo. La interacción ferromagnética es la interacción magnética que hace que los polos magnéticos tiendan a disponerse en la misma dirección y sentido. Ha de extenderse por todo un sólido para alcanzar el ferromagnetismo.
Los ferromagnetos están divididos en dominios magnéticos, separados por superficies conocidas como paredes de Bloch. En cada uno de estos dominios, todos los momentos magnéticos están alineados. En las fronteras entre dominios hay cierta energía potencial, pero la formación de dominios está compensada por la ganancia en entropía.
Al someter un material ferromagnético a un campo magnético intenso, los dominios tienden a alinearse con este, de forma que aquellos dominios en los que los dipolos están orientados con el mismo sentido y dirección que el campo magnético inductor aumentan su tamaño. Este aumento de tamaño se explica por las características de las paredes de Bloch, que avanzan en dirección a los dominios cuya dirección de los dipolos no coincide; dando lugar a un monodominio. Al eliminar el campo, el dominio permanece durante cierto tiempo.
En física, se han distinguido varios tipos diferentes de magnetismo material. El ferromagnetismo (junto con el efecto similar ferromagnetismo) es el tipo más fuerte y es responsable del fenómeno común del magnetismo en imanes encontrados en la vida cotidiana. Las sustancias responden débilmente a los campos magnéticos con otros tres tipos de magnetismo-paramagnetismo, diamagnetismo y antiferromagnetismo-pero las fuerzas suelen ser tan débiles que sólo pueden detectarse mediante instrumentos sensibles en un laboratorio. Un ejemplo cotidiano de imán permanente formado a partir de un material ferromagnético es un imán de nevera, como los que se utilizan para sujetar papel en la puerta de una nevera. La atracción entre un imán y un material ferromagnético como el hierro se ha descrito como "la cualidad del magnetismo evidente por primera vez para el mundo antiguo y para nosotros hoy en día".
Los imanes permanentes (materiales que pueden ser magnetizados por un campo magnético externo y permanecen magnetizados después de retirar el campo externo) son ferromagnéticos o ferrimagnéticos, al igual que los materiales que son atraídos por ellos. Relativamente pocos materiales son ferromagnéticos y suelen ser formas puras, aleaciones o compuestos de hierro, cobalto, níquel y ciertos metales de tierras raras. Más allá de su composición química, las propiedades ferromagnéticas de un material (o la ausencia de ellas) se ven afectadas por su estructura cristalina. El ferromagnetismo es vital en aplicaciones industriales y tecnologías modernas, ya que es la base de muchos dispositivos eléctricos y electromecánicos, como electroimanes; motores eléctricos; generadores; transformadores; almacenamiento magnético, incluyendo grabadoras y discos duros; y ensayos no destructivos de materiales ferrosos.
Los materiales ferromagnéticos pueden dividirse en materiales magnéticamente blandos como recocido hierro, que pueden magnetizarse pero no tienden a permanecer magnetizados, y materiales magnéticamente duros, que sí lo hacen. Los imanes permanentes se fabrican a partir de materiales ferromagnéticos duros, como el alnico, y materiales ferrimagnéticos, como la ferrita, que se someten a un procesamiento especial en un campo magnético intenso durante la fabricación para alinear su estructura interna de microcristalina, lo que dificulta su desmagnetización. Para desmagnetizar un imán saturado, debe aplicarse un determinado campo magnético, y este umbral depende de la coercitividad del material respectivo. Los materiales duros tienen una coercitividad alta, mientras que los blandos tienen una coercitividad baja. La fuerza global de un imán se mide por su momento magnético o, alternativamente, por el flujo magnético total que produce. La fuerza local del magnetismo en un material se mide por su magnetización.

## Historia y distinción del ferrimagnetismo
Históricamente, el término ferromagnetismo se utilizaba para cualquier material que pudiera mostrar una magnetización espontánea: un momento magnético neto en ausencia de un campo magnético externo; es decir, cualquier material que pudiera convertirse en un imán. Esta definición general sigue siendo de uso común..
Sin embargo, en un artículo histórico de 1948, Louis Néel demostró que existen dos niveles de alineación magnética que dan lugar a este comportamiento. Uno es el ferromagnetismo en sentido estricto, en el que todos los momentos magnéticos están alineados. El otro es ferrimagnetismo, donde algunos momentos magnéticos apuntan en la dirección opuesta pero tienen una contribución menor, por lo que sigue habiendo una magnetización espontánea. : 28–29 
En el caso especial en que los momentos opuestos se equilibran completamente, la alineación se conoce como antiferromagnetismo. Por lo tanto, los antiferromagnetos no tienen magnetización espontánea.

## Materiales ferromagnéticos
Hay una serie de materiales cristalinos que presentan ferromagnetismo. La tabla de la derecha muestra una selección representativa de ellos, junto con sus temperaturas de Curie, la temperatura por encima del cual dejan de exhibir la magnetización espontánea.
El ferromagnetismo no es una propiedad que depende sólo de la composición química de un material, sino que también depende de su estructura cristalina y la organización microscópica. El acero eléctrico, por ejemplo, es un material producido a escala industrial cuyas propiedades ferromagnéticas han sido optimizadas para hacer uso de ellas en aplicaciones donde se requiere el establecimiento de campos magnéticos de manera eficiente. Sin embargo hay aleaciones ferromagnéticas de metal, cuyos componentes no son ferromagnéticos, llamadas aleaciones Heusler. Por el contrario existen aleaciones no magnéticas, como los tipos de acero inoxidable, compuesta casi exclusivamente de metales ferromagnéticos.
Su propiedad más común es la histéresis como solución al campo magnético. La histéresis es la tendencia de un material a conservar una de sus propiedades en ausencia del estímulo que la generó. Cuando un material ferromagnético actúa en un campo magnético y finaliza la aplicación, el material no anula por completo el magnetismo, contiene cierto magnetismo residual.

### Propiedades de materiales ferromagnéticos
- Inducción magnética alta al utilizar un campo magnético
- Concentra líneas de campo magnético fácilmente y acumula la densidad de flujo magnético elevado
- Delimitan y dirigen campos magnéticos en trayectorias definidas
- Ayuda a máquinas para que tengan una estabilidad de volumen razonable y menos costosas.

### Características
- Imantarse rápidamente de los otros materiales (permeabilidad relativa)
- Inducción magnética intrínseca máxima elevada.
- Relación no lineal entre módulos de inducción y campo magnético.
- Variación de flujo debido al aumento del campo magnético, inducción magnética y la permeabilidad como funciones de campo magnético no son uniformes
- Imantación mientras se suprime el campo magnético.
- Se opone a inversiones de sentido una vez imantados.

### Materiales inusuales
La mayoría de los materiales ferromagnéticos son metales, ya que los electrones conductores suelen ser los responsables de mediar en las interacciones ferromagnéticas. Por lo tanto, es un reto desarrollar aislantes ferromagnéticos, especialmente materiales multiferroicos, que son a la vez ferromagnéticos y ferroeléctricos.
Algunos compuestos de actínidos son ferromagnéticos a temperatura ambiente o presentan ferromagnetismo al enfriarse. Pu P es un paramagneto con simetría cúbica a temperatura ambiente, pero que experimenta una transición estructural a un tetragonal estado con orden ferromagnético cuando se enfría por debajo de su TC = 125 K. En su estado ferromagnético, el eje fácil del PuP está en la dirección ⟨100⟩.
En NpFe2 el eje fácil es ⟨111⟩. Por encima de TC ≈ 500 K, el NpFe2 también es paramagnético y cúbico. El enfriamiento por debajo de la temperatura de Curie produce una distorsión romboédrica en la que el ángulo romboédrico cambia de 60° (fase cúbica) a 60,53°. Una descripción alternativa de esta distorsión es considerar la longitud c a lo largo del eje trigonal único (una vez iniciada la distorsión) y a como la distancia en el plano perpendicular a c. En la fase cúbica esto se reduce a c/a = 1.00. Por debajo de la temperatura de Curie
{\displaystyle {\frac {c}{a}}-1=-(120\pm 5)\times 10^{-4},}
que es la mayor deformación en cualquier compuesto actínido. El NpNi2 sufre una distorsión de red similar por debajo de TC = 32 K, con una deformación de (43 ± 5) × 10−4. NpCo2 es un ferrimagneto por debajo de 15 K.
En 2009, un equipo de físicos del MIT demostró que un gas de litio enfriado a menos de un kelvin puede mostrar ferromagnetismo. El equipo enfrió fermionic litio-6 a menos de 150 nK  (150 milmillonésimas de kelvin) utilizando enfriamiento láser infrarrojo. Esta es la primera vez que se demuestra en un experimento el ferromagnetismo en un gas.
En 2018, un equipo de físicos de la Universidad de Minnesota demostró que el rutenio tetragonal centrado en el cuerpo exhibe ferromagnetismo a temperatura ambiente.

### Ferromagnetismo inducido eléctricamente
Investigaciones recientes han demostrado que el ferromagnetismo puede inducirse en algunos materiales mediante corriente eléctrica o tensión.  El LaMnO3 antiferromagnético y el SrCoO se han convertido en ferromagnéticos mediante una corriente. En julio de 2020, científicos informaron de la inducción de ferromagnetismo en el abundante material diamagnético  pirita de hierro ("oro de los tontos") mediante un voltaje aplicado. En estos experimentos el ferromagnetismo se limitó a una fina capa superficial.

## Principios físicos

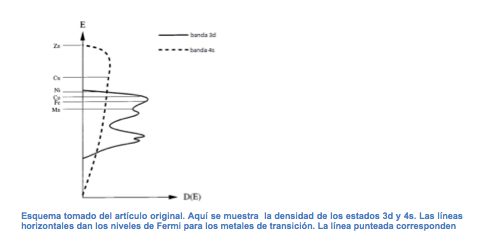

Existen dos explicaciones a las propiedades de este fenómeno. Estas son la teoría de Curie-Weiss del momento localizado junto con la de Stoner del ferromagnetismo.
Hacia 1907, Pierre Weiss publica acerca de un campo molecular que se encuentra dentro de los materiales ferromagnéticos. Se creía que este campo alineaba paralelamente los momentos magnéticos. En la actualidad se sabe que este campo es generado por efectos cuánticos, a decir, intercambios de energía. Estos dan lugar al alineamiento paralelo de los electrones, y en consecuencia a la creación de campos magnéticos paralelos. Según la regla de Hund, los electrones con espines paralelos tendrán menor energía.
Cuando el material se encuentra debajo de la temperatura de Curie, el campo molecular va a ser de tal magnitud que es suficiente para magnetizarse, aun si hay ausencia de un campo aplicado externo.
No ocurre lo mismo cuando se alcanzan temperaturas altas. Lo que ocurre es que se generará una orientación aleatoria del campo, y esto corresponde a un fenómeno paramagnético.
La ley de Curie-Weiss para el momento localizado, explica la susceptibilidad magnética de los materiales, como de algunos antiferromagnetos y ferrimagnetos.
Sin embargo, esta ley falla a explicar el momento magnético de átomos individuales en algunos materiales ferromagnéticos, en especial los metales de este tipo. Es aquí donde entra la teoría de bandas de Stoner.
En la teoría de Stoner, se toma de igual forma el concepto de energía de intercambio; aunque se toma otro concepto de energía, que es opuesto al de Hund, al que se da el nombre de energía aumentada de bandas, e impide que los metales simples sean ferromagnéticos.
Por ejemplo, en los metales Fe, Ni, y Co, existe una región donde las capas 3d y 4s se superponen, ahí yace la energía de Fermi. Entonces, los electrones de valencia comparten ambas bandas energéticas. En el gráfico se puede apreciar cómo se superponen:    
El efecto de intercambio será el dominante cuando un número suficiente de electrones se encuentra cerca del nivel de Fermi. Con esto se reduce la energía requerida para cambiar el espín del electrón.
Los momentos magnéticos de los metales de transición no corresponden a un número entero de electrones; esto tiene que ver con el tipo de interacción para el intercambio, que se ve como un desplazamiento de energía de los electrones de la banda 3d con dirección en relación con la banda con espín opuesto. Por eso los metales de transición no son ferromagnéticos.

## Tipos de ferromagnéticos

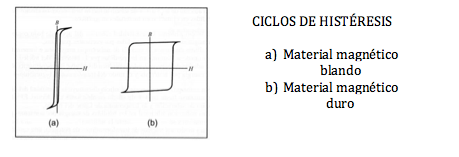

Los magnéticamente blandos o fáciles de imantar y desimantar son utilizados para transformadores, generadores y motores, y contienen ciclos de histéresis estrechos con fuerzas coercitivas para que logren tener una permeabilidad magnéticamente alta.
Los magnéticamente duros o difíciles de imantar y desimantar son utilizados para ser imanes permanentes y su ciclo de histéresis es ancho con fuerzas coercitivas altas, inducción magnética alta y se magnetizan con un campo intenso.

## Aplicaciones

### Circuitos magnéticos
Los materiales ferromagnéticos son prácticos como electroimanes, transformadores y núcleos. Se conforman por un bobinado alrededor de un núcleo magnético permeable. La bobina permite que la corriente pase e impulsa un campo magnético en el núcleo.

### Efectos de temperatura en ferromagnetismo
Los dipolos magnéticos tienen una desviación de alineamiento debido a la energía térmica; si esta aumenta se logra que el material ferromagnético se convierta en paramagnético y ese fenómeno es conocido como temperatura de Curie.
Debajo de la temperatura de Curie los dipolos atómicos se alinean de manera paralela en dominios magnéticos. Superada la temperatura de Curie, los dominios magnéticos cambian de alineamiento de forma aleatoria debido a un enfriamiento lento anulando el momento magnético neto.